# نیوتروی (میشیگان)
نیوتروی (به انگلیسی: New Troy) یک منطقهٔ مسکونی در ایالات متحده آمریکا است که در شهر ویساو واقع شده‌است. نیوتروی ۳٫۴ کیلومتر مربع مساحت و ۴۹۷ نفر جمعیت دارد و ۱۹۵٫۹۹ متر بالاتر از سطح دریا واقع شده‌است.